# Charlo (Montana)
Charlo es un lugar designado por el censo ubicado en el condado de Lake en el estado estadounidense de Montana. En el Censo de 2010 tenía una población de 379 habitantes y una densidad poblacional de 73,06 personas por km².

## Geografía
Charlo se encuentra ubicado en las coordenadas 47°26′34″N 114°10′20″O / 47.44278, -114.17222. Según la Oficina del Censo de los Estados Unidos, Charlo tiene una superficie total de 5.19 km², de la cual 5.16 km² corresponden a tierra firme y (0.6%) 0.03 km² es agua.

## Demografía
Según el censo de 2010, había 379 personas residiendo en Charlo. La densidad de población era de 73,06 hab./km². De los 379 habitantes, Charlo estaba compuesto por el 76.78% blancos, el 0.79% eran afroamericanos, el 8.44% eran amerindios, el 0% eran asiáticos, el 0% eran isleños del Pacífico, el 0% eran de otras razas y el 13.98% pertenecían a dos o más razas. Del total de la población el 2.9% eran hispanos o latinos de cualquier raza.